# 윤고은
윤고은(1980년 11월 4일 ~ )은 대한민국의 소설가이다. 동국대학교 문예창작학과를 나왔고, 2003년 〈피어싱〉으로 대산대학문학상을 수상하며 등단했다. 2008년 장편 《무중력 증후군》으로 한겨레문학상을 수상하며 작품 활동을 시작했다. 라디오 <윤고은의 ebs 북카페>를 진행하고 있다.
장편소설 <밤의 여행자들>은 영문판 <The Disaster Tourist> 로 출간되었다.

## 생애와 경력
1980년 서울에서 태어났다. 동국대학교 문예창작학과에 입학했는데, 본래는 잡지 에디터나 라디오 작가를 지망했으나 대학 2학년 때부터 소설을 쓰며 소설가의 꿈을 품기 시작했다. 졸업 학년이던 2003년 대산대학문학상을 받았고, 2008년에 장편소설 <무중력증후군>으로 한겨레문학상을 받으며 본격적으로 작품 활동을 시작했다. 그 이후 거의 1-2년에 한 권 꼴로 책을 내고 있다. 현재 출간된 작품은 장편소설 <무중력증후군> <밤의 여행자들> <해적판을 타고> <도서관 런웨이>, 그리고 단편소설집 <1인용 식탁> <알로하> <늙은 차와 히치하이커> <부루마불에 평양이 있다면>, 에세이집 <빈틈의 온기>다.
<밤의 여행자들>의 영어 번역본 <the disaster tourist>가 2021년 dagger prize 를 받으며 아시아 최초 대거상 수상자가 되었다. 이 책은 Lizzie Buehler의 번역으로 나온 윤고은의 첫 번역 소설이다.
현재는 소설 창작을 하며 라디오 진행자로 일하고 있다.

## 저작 목록

### 장편소설
- 무중력 증후군(2008)
- 밤의 여행자들(2013)
- 해적판을 타고(2017)

### 소설집
- 1인용 식탁(2010)
- 알로하(2014)
- 늙은 차와 히치하이커(2016)
- 부루마불에 평양이 있다면(2019)

## 참고 자료
'The Disaster Tourist' Is a Timely Capitalist Satire - The Atlantic - https://www.theatlantic.com/culture/archive/2020/08/disaster-tourist-yun-ko-eun-capitalist-satire-pandemic-work/615151/
https://n.news.naver.com/mnews/article/469/0000385513?sid=103
https://mnews.joins.com/article/23464299
http://mobile.kyobobook.co.kr/author/1001806301?orderClick=Owf